# Leptognathia acanthifera
Leptognathia acanthifera är en kräftdjursart som beskrevs av Hansen 1913. Leptognathia acanthifera ingår i släktet Leptognathia och familjen Leptognathiidae. Inga underarter finns listade i Catalogue of Life.